# Loimos
A Loimos a csáklyásférgek (Monogenea) osztályának a Monocotylidea rendjébe, ezen belül a Loimoidae családjába tartozó nem.

## Tudnivalók
A Loimos-fajok tengeri élősködők.

## Rendszerezésük
A nembe az alábbi 6 faj tartozik:
- Loimos polytesticularis Bashirullah & Khan, 1973
- Loimos salpinggoides MacCallum, 1917
- Loimos scitulus Burhnheim, 1972
- Loimos scoliodoni (Manter, 1938) Manter, 1944
- Loimos secundus (Chauhan & Bhalerao, 1945) Chauhan & Bhalerao, 1945
- Loimos winteri Caballero & Bravo-Hollis, 1961

Egy taxon nevet vagy a fentiek szinonimájává alakították át, vagy más nemekbe helyezték át.